# Московский экономико-энергетический колледж
Московский экономико-энергетический колледж (МЭЭК) — учебное заведение в Москве. Адрес — Пречистенская набережная, д.11.
Колледж выпускал специалистов технического и экономического профиля для предприятий топливно-энергетического комплекса,
следующей квалификации: техник-электрик, техник-теплотехник, техник по вычислительным машинам, бухгалтер, менеджер.

## История

### Слесарно-Ремесленное Училище Общества распространения технических знаний (1870-1919 г.)
Общество распространения технических знаний на заседании 22 октября 1870 г заслушало доклад о целесообразности открытия при ОРТЗ учебной Слесарной мастерской. Комиссией Общества ещё ранее были собраны начальные пожертвования с частных лиц в сумме 828 руб., которые были употреблены на устройство мастерской, приобретение материалов и инструментов и принятие на работу двух мастеров а также осуществлён первый набор учеников в пяти человек. Совет Общества объявил Учебную Слесарную мастерскую при ОРТЗ свершившимся фактом.
Создание Учебной Слесарной Мастерской получило поддержку министров в Правительстве и самого Государя Императора Александра II. Они придавали важное значение развитию экономических реформ и способствовали созданию благоприятных условий для подготовки отечественных профессиональных кадров, которые должны будут заменить иностранных технических специалистов в отечественной промышленности. По докладу Министра финансов Император в 1871—1872 гг. оказал вспомоществование Обществу ежегодным отпуском из государственного казначейства 3000 руб. на содержание и развитие Учебной Слесарной Мастерской. Благодаря этому Мастерская получила постоянный и верный доход и вскоре она стала принимать характер школы: были приглашены учителя для преподавания Закона Божьего, русского языка, арифметики и черчения, вместо мастера-слесаря приглашён механик.
В 1877 г. по Высочайшему повелению Императора была организована подписка и собрана сумма в 73400 руб., которая была передана ОРТЗ в качестве неприкосновенного фонда с тем, чтобы Учебная Слесарная Мастерская была преобразована в ремесленное училище и чтобы на её поддержание употреблялись проценты с внесённого капитала.
В 1878 г. на место директора Мастерской был приглашён Петр Лаврентьевич Комаров, что имело для училища весьма благоприятные последствия. Вместе с Председателем ОРТЗ Коссовым И. К. ими были выполнены организационные мероприятия по преобразованию Учебной Слесарной Мастерской в Слесарно-Ремесленное училище. Это произошло 1 декабря 1881 года после утверждения Устава Училища генерал-губернатором г. Москвы князем В. А. Долгоруким. Утверждение уже первых Уставов низших технических училищ Министерством народного просвещения произошло значительно позже, в 1889 г.
В 1882 г. Император Александр III выразил своё согласие быть Покровителем Слесарно-Ремесленного училища. Благодетельным последствием было дальнейшее поддержание и развитие училища. В 1884 г. Император Александр III , усмотрев по докладу Министра Двора, члена Совета ОРТЗ, графа И. И. Воронцова-Дашкова, что училище испытывает крайнее неудобство не имея собственного помещения, приказал выдать из кассы Императорского Двора сумму в 62000 руб. На эти средства были куплены на Девичьем поле, в Саввинском переулке, у господина Золотарева, участки земли в 1200 сажень, находившаяся на нём старая суконная фабрика со всеми машинами и два старых деревянных жилых дома с сараями.
В 1908 г. училище переходит из разряда низшего технического в разряд среднего технического училища. Состоялось преобразование Слесарно-Ремесленного Училища в Московское среднее механико-техническое училище ОРТЗ.
В 1916 г. директором училища становится статский советник Исидор Владимирович Линде, который много и усердно трудился на благо образования и науки. Благодаря его активной деятельности училище было преобразовано в Московское Первое Электротехническое училище, которое являлось в то время единственным в России профессиональным учебным заведением, готовившим кадры по электротехнической специальности среднего технического уровня.
Основные изменения в жизни училища произошли после Великой Октябрьской Социалистической Революции. В августе 1919 г. по предложению директора Московского Первого Электротехнического училища И. В. Линде произошло разделение училища на два учебных заведения. Первый Московский Электротехникум был переведён в здание Ермаковского технического училища на Пречистенской набережной. Второе учебное заведение — Курсы по электротехнической специальности для рабочих Хамовнического района и мастерские — остались в старом здании училища в Саввинском переулке.

### Техническое училище Ермакова на Пречистенской набережной (1906-1919 г.)

Техническое училище Ермакова на Пречистенской набережной

Само же Техническое училище им. Ф. Я. Ермакова существовало с 1906 года. Флор Яковлевич Ермаков — купец-благотворитель, известный владелец текстильных фабрик в Москве и в Вышнем Волочке. К старости он закрыл все свои фабрики, а накопленный огромный капитал передал на благотворительные цели. В 1895 году он умер, завещав основную часть своего состояния на раздачу бедным людям «на помин души». Газета «Сенатские объявления» 24 октября 1902 года сообщала, что наследство завещанное на эти цели составило около 3,4 млн руб. Там же, в «Сенатских объявлениях», сообщалось, что его вдова (по второму браку) Екатерина считала «невозможной и нежелательной в экономическом и нравственном отношениях раздачу по рукам такой огромной суммы». Было принято решение Комитета министров об изменении цели завещания.. Согласно новой смете деньги были распределены по конкретным благотворительным проектам и 800 тысяч было выделено на устройство ремесленного училища при Московском совете детских приютов.
Здание училища на Пречистенской набережной было построено в 1905—1906 году по проекту архитектора Николая Григорьевича Фалеева, работы велись под руководством архитектора Николая Евгеньевича Маркова. Это первое в Москве здание, при строительстве которого были применены железобетонные основания и сваи. Журнал «Искры» писал 07 ноября (25 октября) 1906 года: «Вчера на Пречистенской набережной торжественно освящено здание нового низшего технического училища, сооруженного на средства, завещанные Ф. Я. Ермаковым. Новое училище — огромное 4-этажное здание, образцово оборудованное. <…> Торжество освящение происходило в присутствии Ее Императорского Высочества Великой Княгини Елизаветы Федоровны» Домовый училищный храм освятили в одном из помещений верхнего этажа 7 сентября 1907 года.. Закрыли церковь в 1919году. По согласованию с Московской патриархией храм мучеников Флора и Лавра был возрождён. В 1999 году установлен одноярусный иконостас, восстановлен церковный интерьер. Храм был освящён 13 мая 2000 г. и в нём возобновлены богослужения.

### Первый Московский электротехникум / Московский энергетический техникум (1919—1994 г.)
|  |  |

С 1919 г. Первый Московский электротехникум готовил специалистов в области энергетики, в том числе для участия в разработке и реализации плана ГОЭЛРО. В 30х годах был переименован в Московский энергетический техникум, сокращённо МЭТ. В 1927 году по информации адресной книги «Вся Москва» Московский дневной электротехникум (МЭТ) насчитывал общее количество учащихся 680 человек. Продолжительность обучения — 3,5 года. Кроме того в том же здании действовал Московский вечерний рабочий электротехникум насчитывающий 560 человек учащихся с продолжительностью обучения 4 года.
С 1932 года носил имя Московский энергетический техникум Министерства Энергетики и Электрификации СССР (ранее Наркомтяжпрома СССР). Техникум готовил специалистов для энергетики по специальностям техник-электрик, техник-теплотехник (ранее техник-энергетик) по монтажу и эксплуатации электрической части центральных электрических станций, линий передач подстанций, электрооборудованию промышленных предприятий, паротурбинных установок, теплофикационных установок и сетей.

### Московский экономико-энергетический колледж (1994-2008 г.)
В 1994 г. МЭТ меняет свой статус и становится Московским экономико-энергетическим колледжем (МЭЭК), Региональным центром информационных технологий отрасли и отраслевым базовым учебным заведением Центрального региона.
Колледж выпускал специалистов технического и экономического профиля для предприятий топливно-энергетического комплекса, следующей квалификации: техник-электрик, техник-теплотехник, техник по вычислительным машинам, бухгалтер, менеджер.
В 1999 году Московский экономико-энергетический колледж получил аттестацию от Министерства топлива и энергетики Российской Федерации на пятилетний срок на выпуск специалистов по направлениям:
- 0601 «Экономика, бухгалтерский учет и контроль»
- 1001 «Электрооборудование электрических станций и сетей»
- 1005 «Теплоэнергетические установки. Профессиональная переподготовка»

Распоряжением Правительства Российской Федерации от 2 сентября 2006 года N 1225-р «О реорганизации государственных образовательных учреждений» государственное образовательное учреждение высшего профессионального образования «Академия народного хозяйства при Правительстве Российской Федерации» реорганизована путём присоединения Московского экономико-энергетический колледжа, Московского автомобилестроительного колледжа, Московской инженерной школы метрологии и качества и государственного образовательного учреждения среднего профессионального образования «Калининградский торгово-экономический колледж» (г. Калининград Московской области) в качестве структурных подразделений..
В соответствии с решением Ученого Совета Академии народного хозяйства при Правительстве Российской Федерации (протокол № 10 от 14 октября 2008 г.) 1 декабря 2008 г. на основе присоединённых колледжей создан Колледж многоуровневого профессионального образования РАНХиГС который и осуществляет ныне учебную деятельность в здании бывшего Московского автомобилестроительного колледжа по адресу Волгоградский проспект д.43. В рамках КМПО можно получить образование по специальности 13.02.03 — Электрические станции, сети и системы (по программе базовой подготовки).